# Fundação de Arte de Niterói
Fundação de Arte de Niterói - FAN  é uma instituição autárquica que tem a finalidade de estimular e promover manifestações de caráter artístico e cultural de interesse do município de Niterói.

## História
A história de sua fundação remonta ao ano de 1967, quando foi criado, pelo decreto nº 1652/67, o INDC (Instituto Niteroiense de Desenvolvimento Cultural). Ali foi estabelecido que os esforços do Instituto seriam direcionados ao incentivo de programas e projetos para o desenvolvimento e aprimoramento das artes, visando maior participação do público e da classe artística na produção e divulgação das artes em Niterói. Desde 1967, algumas mudanças e reestruturações foram realizadas. Em 1977 passou a chamarse FAC (Fundação de Atividades Culturais). Em 1987, FUNIARTE (Fundação Niteroiense de Arte) e, finalmente, em 1997, FAN. No entanto, os objetivos iniciais, em linhas gerais, foram mantidos. A FAN, presidida por Fernando Brandão, dispõe de unidades culturais em diversos pontos do município, gerenciadas a partir de sua sede, localizada na Rua Presidente Pedreira, 98, no bairro do Ingá. A sede dispõe de estrutura administrativa, organizada por departamentos como a Superintendência Cultural, Superintendência Administrativa, Assessoria Jurídica, Recursos Humanos, Departamento de Projetos Especiais, Departamento de Produção Cultural, Departamento de Comunicação, entre outros, que garantem suporte operacional às Unidades Culturais. Faz a gestão do corpo artístico da Companhia de Ballet da Cidade de Niterói, sétima companhia pública oficial de ballet fundada no país. São unidades culturais da FAN o Theatro Municipal João Caetano, o Museu de Arte Contemporânea (MAC), o Teatro Popular Oscar Niemeyer, o Centro Cultural Paschoal Carlos Magno, a Sala José Cândido de Carvalho, a Sala Nelson Pereira dos Santos, a Biblioteca Parque de Niterói, o Museu Janete Costa de Arte Popular e o Solar do Jambeiro (onde está situada a Coordenação de Documentação e Pesquisa). .

## Unidades e coordenadorias culturais
As Coordenadorias, lotadas na sede, são a Comunicação Social, Atividades Artísticas, Niterói Discos, Niterói Livros, Projetos Especiais, Projetos Pedagógicos e a Niterói@rtes.
São Unidades da FAN:
- Teatro Municipal João Caetano (Rua XV de Novembro - Centro)
- Teatro Popular Oscar Niemeyer (Caminho Niemeyer - Centro, ao lado das Barcas)
- Museu de Arte Contemporânea de Niterói – MAC – (Mirante da Boa Viagem)
- Centro Cultural Paschoal Carlos Magno (Campo de São Bento - Icaraí)
- Sala Carlos Couto
- Sala de Leitura do Parque Palmir Silva (Barreto)
- Sala de Leitura do Centro Social Urbano da Ilha da Conceição
- Sala José Cândido de Carvalho (na sede da Fundação)
- Solar do Jambeiro (Rua Presidente Domiciano - Boa Viagem)
- Coordenação de Documentação e Pesquisa (Solar do Jambeiro)